# Bárbara Lopes
Bárbara Alexandra Santos Lopes (* 15. Januar 2002 in Stª Maria Feira, Portugal) ist eine portugiesische Fußballspielerin. Sie spielt aktuell für União Torreense als Mittelfeldspielerin und kommt in der portugiesischen Fußballnationalmannschaft in der Abwehr zum Einsatz.

## Werdegang

### Vereine
Bárbara Lopes spielte in ihrer Jugend bei Cucujães, wurde dann auch in die Jugendnationalmannschaften berufen und stieß 2018 als Juniorin zu Sporting CP. Sie wurde in die B-Mannschaft von Sporting aufgenommen, mit der sie 2020/2021 die Meisterschaft der 2. Liga gewann und in der anschließenden Saison in der ersten Mannschaft debütierte.
Nach der Saison 2021/2022 bei Sporting CP wechselte Bárbara Lopes für die anschließende Saison 07/2022 bis 01/2023 zu Amora FC und spielt seit Februar 2023 für União Torreense.

### Nationalmannschaft
Ihren ersten internationalen Einsatz hatte Bárbara Lopes im Februar 2017 in einer Jugendnationalmannschaft. Im Nationalteam spielt sie in der Abwehr.
Laut dem Portugiesischen Fußballverband hat Bárbara Lopes bisher 40 internationale Einsätze, 2658 Minuten auf dem Platz gespielt, 2 Tore geschossen und eine gelbe Karte kassiert.